# دانيال ديفلن
دانيال ديفلن هو سياسي أمريكي، ولد في 1814، وتوفي في 22 فبراير 1867. نشط حزبياً في الحزب الديمقراطي.